# Hoher Lehnberg

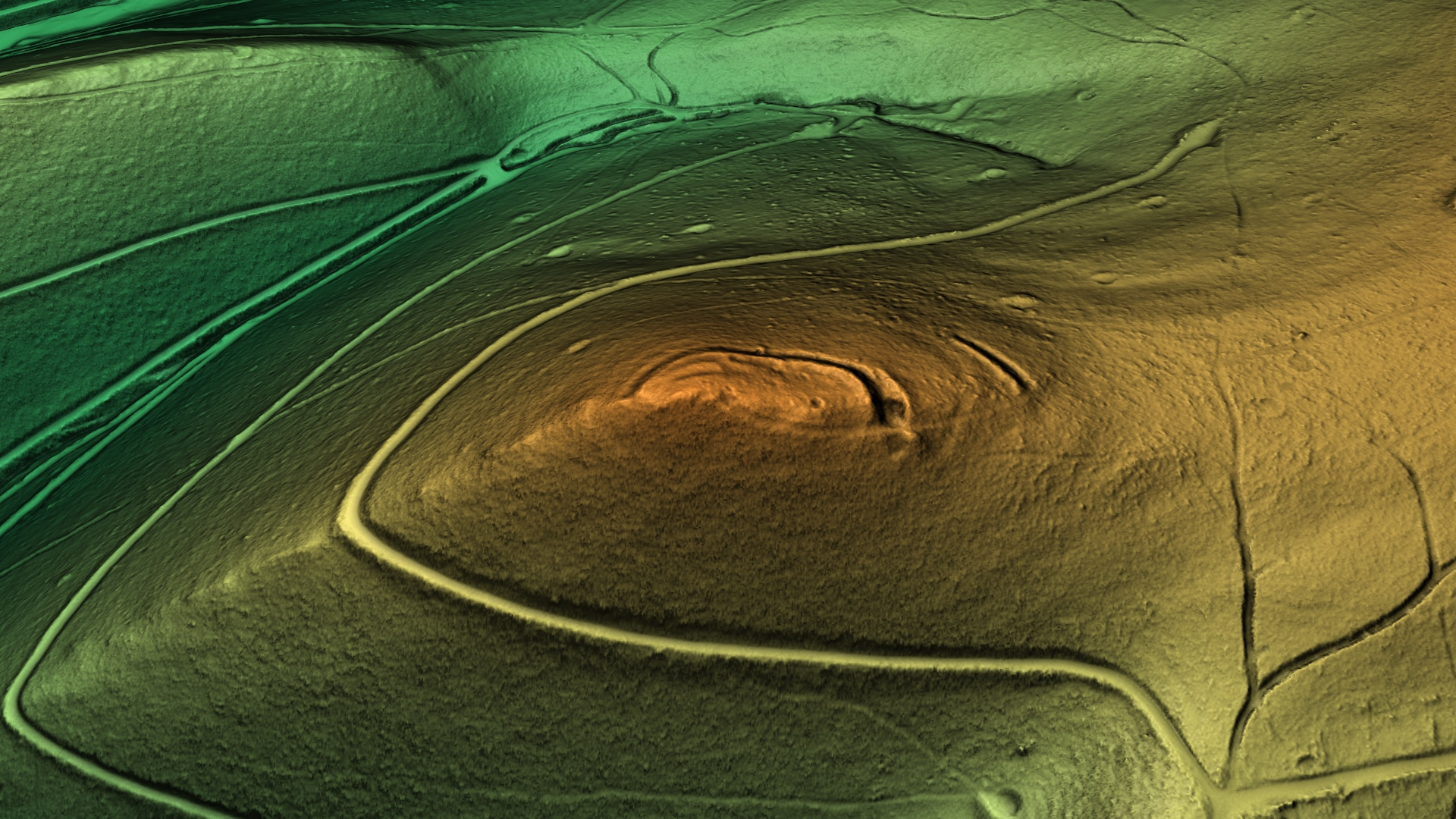
3D-Ansicht des digitalen Geländemodells

Der Hohe Lehnberg ist die 668,8 m ü. NHN hohe Westsüdwestschulter des Himbergs in den Saalhauser Bergen. Zum Sauerland gehörend befindet er sich in der Gemarkung Saalhausen im nordrhein-westfälischen Kreis Olpe. Auf dem Berg befindet sich die Wallburg Hoher Lehnberg.

## Geographie

### Lage
Der Hohe Lehnberg erhebt sich im Ostteil der Saalhauser Berge und gehört zum Naturpark Sauerland-Rothaargebirge. Sein Gipfel liegt etwa 3,2 km südlich des Schmallenberger Ortsteils Bracht, rund 2 km nördlich des Lennestädter Ortsteils Saalhausen und zirka 750 m westsüdwestlich des Himberggipfels. Weitere Dörfer nahe dem Berg sind Werntrop (Nordosten), das zu Schmallenberg zählt, Burbecke (Nordwesten), Brenschede (Norden), Gleierbrück (Südsüdwesten) und Stöppel (Westsüdwesten), die alle zu Lennestadt gehören.
Südöstlich des Hohen Lehnbergs bzw. der Saalhauser Berge und damit südöstlich des Lennetals erstreckt sich das Rothaargebirge. Etwa 330 m nordöstlich seines Gipfels liegt das Naturdenkmal der Lehnbornquelle, die den Lehnbergsiepen speist. Dessen Wasser umfließt den Berg in einem Linksbogen und verläuft dann durch den Gleierbach überwiegend südwärts in die Lenne. An der Südflanke entspringt der südwestwärts fließende Gleierbach-Zufluss Spinkacker Bach.
Auf der Gipfelregion des Hohen Lehnberges (668,8 m) liegt ein trigonometrischer Punkt (666,8 m).

### Naturräumliche Zuordnung
Der Hoher Lehnberg gehört in der naturräumlichen Haupteinheitengruppe Süderbergland (Nr. 33), in der Haupteinheit Südsauerländer Bergland (3362) und in der Untereinheit Südsauerländer Rothaarvorhöhen (3362.5) zum Naturraum Oberlennebergland (3362.52).

## Landschaftsschutz
Auf dem Hohen Lehnberg erstrecken sich Teile des Landschaftsschutzgebiets (NSG) Elsper Senke-Lennebergland (Typ A) (CDDA-Nr. 555555270; 2006 ausgewiesen; 71,9952 km²), an das sich nordöstlich der Lehmbornquelle solche des NSG Rothaargebirge (Hochsauerlandkreis-Teilfläche 1) (CDDA-Nr. 555555133; 1984; 140,3369 km²) anschließen.

## Wallburg Hoher Lehnberg
Auf dem Gipfel des Hohen Lehnbergs befinden sich Wall- und Grabenreste einer Wallburg. Die Anlage besteht aus einem halbkreisförmig geführten Wall, der sich mit seiner offenen Südseite gegen den Steilabfall des Berges lehnt, außerdem besteht eine Torsicherung. Die Innenfläche mit einer früher vorhandenen kleinen Burg ist etwa 90 × 50 Meter groß.
Die Anlage diente zum Schutz und zur Überwachung des durch das Gleierbachtal führenden Kriegerweg, der von Siegen nach Paderborn führend, als eine der wenigen alten Nord-Süd-Straßen des Sauerlandes angesehen werden kann.

## Wandern
Über den Bergsattel zwischen dem Hohen Lehnberg und dem Himberg führen – dort mit identischer Streckenführung – der Christine-Koch-Weg des Sauerländischen Gebirgsvereins und der Homertweg.